# Брагина, Лидия Михайловна
Ли́дия Миха́йловна Бра́гина (1 февраля 1930, Симферополь, РСФСР, СССР — 16 февраля 2021, Москва, Россия) — советский и российский историк, специалист в области Итальянского Возрождения. Доктор исторических наук (1983), заслуженный профессор МГУ (2003); лауреат премии им. Г. В. Плеханова РАН.

## Биография
В 1952 году окончила исторический факультет МГУ имени М. В. Ломоносова. Сокурсница А. Д. Горского, И. В. Григорьевой, Г. Г. Дилигенского, И. Д. Ковальченко, В. И. Корецкого, Ю. С. Кукушкина, Н. Н. Покровского, А. А. Сванидзе, К. Г. Холодковского, Я. Н. Щапова, Н. Я. Эйдельмана и других известных историков.
В 1955 году в Институте истории АН СССР защитила диссертацию на соискание учёной степени кандидата исторических наук по теме «Сельские коммуны Северо-Восточной Италии в XIII—XIV вв.».
В 1981 году защитила диссертацию на соискание учёной степени доктора исторических наук по теме «Социально-этические взгляды итальянских гуманистов второй половины XV века» (специальность 07.00.03 — всеобщая история). Профессор кафедры истории средних веков исторического факультета МГУ имени М. В. Ломоносова.
В 1991 году удостоена философской премии Г. В. Плеханова «за серию работ „Социально-этические взгляды итальянских гуманистов (вторая половина XV в.)“ и „Итальянский гуманизм“». Стала первой женщиной-лауреатом этой премии, впервые её получил не философ, последний раз премия присуждалась президиумом АН СССР.
Председатель комиссии по культуре Возрождения Научного совета РАН «История мировой культуры». Ответственный редактор серии «Культура Возрождения» в издательстве «Наука». Подготовила 3 кандидатов и 1 доктора наук. Опубликовала 90 научных работ.
Член общества медиевистов и историков раннего Нового времени. Член диссертационного совета по защите докторских диссертаций по специальности «история» (исторический факультет МГУ); член совета по защите докторских и кандидатских диссертаций по специальности «искусствоведение» (исторический факультет МГУ).
Похоронена на Востряковском кладбище.

## Научная деятельность
Область научных интересов: социально-этические взгляды итальянских гуманистов.

## Научные труды
- Брагина Л. М. Социально-этические взгляды итальянских гуманистов (вторая половина XV в.). — М.: Издательство Московского университета, 1983. — 303 с. — 6000 экз.
- Брагина Л. М. Итальянский гуманизм эпохи Возрождения : Идеалы и практика культуры. — М.: Издательство Московского университета, 2002. — 383 с. — (Тр. / Историч. фак-т МГУ ; 21. Исторические исследования ; 6). — 1000 экз. — ISBN 5-211-04441-X.

- Брагина Л. М. Итальянский гуманизм : Этические учения XIV-XV вв.: Учеб. пособие для ист. фак. ун-тов и пед. ин-тов. — М.: Высшая школа, 1977. — 254 с. — 18 000 экз.
- Брагина Л. М., Варьяш О. И., Володарский В. М. и др. История культуры стран Западной Европы в эпоху Возрождения : Учеб. для студентов вузов, обучающихся по гуманит. спец / Под ред. Л. М. Брагиной. — М.: Высшая школа, 1999. — 479 с. — 8000 экз. — ISBN 5-06-003216-7.
  - . — М.: Высшая школа, 2001. — 479 с. — 8000 экз. — ISBN 5-06-003216-7.
- Близнюк С. В., Брагина Л. М., Володарский В. М. и др. История средних веков: [В 2 т.] / Под ред. З. В. Удальцовой, С. П. Карпова. — М.: Высшая школа, 1991. — Т. 2. — 399 с. — 75 000 экз. — ISBN 5-06-000012-5.
  - История Средних веков: учебник для студентов высших учебных заведений, обучающихся по направлению и специальности «История» : [в 2 т.] / Под ред. С. П. Карпова. — 7-е изд., дораб. — М.: Издательство Московского университета, 2010. — Т. 2. — 466 с. — (Классический университетский учебник). — 2000 экз. — ISBN 978-5-211-05884-2.
- Брагина Л. М., Варьяш О. И., Володарский В. М. и др. Культура Западной Европы в эпоху Возрождения: Учеб. для вузов по специальностям «История», «История культуры» / Под ред. Л. М. Брагиной. — М.: Изд-во об-ния «Мосгорархив», 1996. — 396 с. — (Десять новых учебников по историческим дисциплинам). — 1000 экз. — ISBN 5-7228-0039-2.
- Брагина Л. М. Италия в Средние века и раннее Новое время: V—XVII вв: учебное пособие. / Л. М. Брагина, Министерство образования и науки Российской Федерации. — 3-е эл. изд. — М.: Российский государственный гуманитарный университет, 2019. — 450 с. — ISBN 978-5-7281-2276-0.

- Гуманистическая мысль итальянского Возрождения / Пер. с латин. и ит. яз. XVI века соч. выдающихся ит. гуманистов эпохи Возрождения: О. Ф. Кудрявцев и др. ; Сост., авт. вступ. ст., отв. ред. Л. М. Брагина. — М.: Наука, 2004. — 356 с. — (Серия «Культура Возрождения». Содерж.: Авт.: Франческо Петрарка, К. Салютати, Джовани Конверсини да Равенна, Леонардо Бруни Аретино, Поджо Браччолини, Лоренцо Валла, Марсилио Фичино, Франческо Гвиччардини). — 550 экз. — ISBN 5-02-006384-3.
- Крестьянское движение в Северо-Восточной Италии в XIII—XIV вв. // Вопросы истории. — 1955. — № 8. — С. 72-82.
- Сельские коммуны Северо-Восточной Италии и подчинение их городу. // Средние века. — М., 1955. — Вып. 7. — С. 286—301.

- Статуты коммуны Падуи (XIII в.) // Хрестоматия памятников феодального государства и права. — М., 1961. — С. 525—552. (Пер. с лат., вступ. статья и комментарии, соавтор Л. А. Котельникова.)
- Джованни Пико делла Мирандола. Речь о достоинстве человека // Памятники мировой эстетической мысли. — М., 1962.- Т. 1. — С. 506—514. (Пер. с лат.)
- Джованни Пико делла Мирандола. Речь о достоинстве человека. Комментарий к канцоне о любви Джироламо Бенивьени // Эстетика Ренессанса. — М.: Искусство, 1981. — Т. 1. — С. 243—305. (Перевод, вступительная статья и комментарии.)
- Статут сельской коммуны Аверрара от 1313 года // Хрестоматия по истории Средних веков. — М., 1963. — Т. 2. — С. 509—520. (Перевод, вступительная статья и комментарии.)
- Леон Эбрео. Диалоги о любви // Эстетика Ренессанса. — М.: Искусство, 1981. — Т. 1. — С. 307—341. (Перевод, вступительная статья и комментарии.)
- Лука Пачоли. О божественной пропорции // Эстетика Ренессанса. — М., 1981.- Т. 2. — С. 373—387. (Перевод, вступительная статья и комментарии.)
- Из «Диалогов о любви» Леона Эбрео // О любви и красотах женщин: Трактаты о любви эпохи Возрождения. — М., 1992. — С. 72-77. (Перевод, вступление, комментарий.)
- Итальянские государства; статут коммуны Падуи XIII в. (перевод и комментарии); Пальмиери Маттео; Макиавелли Никколо // Антология мировой правовой мысли. — М.: Мысль, 1999. — Т. 2. — С. 471—472, 477—481, 638—639, 647—648.